# Green 500
Green 500 est une liste des superordinateurs du TOP500 classée selon un critère d'efficacité énergétique. Celle-ci est évaluée par la performance par watt, mesurée en FLOPS par watt. La liste est mise à jour de façon semestrielle.
Le projet a été lancé à l’initiative de Kirk Cameron et de Wu Feng, professeurs associés travaillant pour le département des sciences informatiques de Virginia Tech, en novembre 2007.

## Top 10
| Rang | Efficacité énergétique (GFLOPS/Watt) | Nom                                         | Architecture Type de processeurs, bus d'interconnexion                                                          | Vendeur                    | Site Pays, année | Rmax (PFLOPS) |
| ---- | ------------------------------------ | ------------------------------------------- | --- | -------------------------- | --- | ------------- |
| 1    | 72,733                               | JEDI                                        | BullSequana XH3000 Grace Hopper Superchip 72C 3GHz, NVIDIA GH200 Superchip, Quad-Rail NVIDIA InfiniBand NDR200  | ParTec/Eviden              | EuroHPC/FZJ, Allemagne, 2024 | 4,50          |
| 2    | 70,912                               | ROMEO-2025                                  | BullSequana XH3000 Grace Hopper Superchip 72C 3GHz, NVIDIA GH200 Superchip, Quad-Rail NVIDIA InfiniBand NDR200, | ParTec/Eviden              | ROMEO HPC CENTER, Centre de calcul régional Champagne Ardenne France, 2024                                                          | 9,86          |
| 3    | 69,098                               | Adastra 2                                   | HPE Cray EX255a AMD 4th Gen EPYC 24C 1.8GHz, AMD Instinct MI300A, Slingshot-11                                  | Hewlett Packard Enterprise | Grand Equipement National de Calcul Intensif - Centre Informatique National de l'Enseignement Supérieur (GENCI-CINES), France, 2024 | 2,53          |
| 4    | 68,835                               | Isambard-AI phase 1                         | HPE Cray EX254n NVIDIA Grace 72C 3.1GHz, NVIDIA GH200 Superchip, Slingshot-11                                   | Hewlett Packard Enterprise | Université de Bristol, Royaume-Uni, 2024                                                                                            | 7,42          |
| 5    | 68,053                               | Capella                                     | Lenovo ThinkSystem SD650 V3 AMD EPYC 9334 32C 2.7GHz, Nvidia H100 SXM5 94Gb, Infiniband NDR200                  | MEGWARE                    | Université technique de Dresde, ZIH, Allemagne, 2024                                                                                | 24,06         |
| 6    | 67,963                               | JETI JUPITER Exascale Transition Instrument | BullSequana XH3000 Grace Hopper Superchip 72C 3GHz, NVIDIA GH200 Superchip, Quad-Rail NVIDIA InfiniBand NDR200  | ParTec/Eviden              | EuroHPC/FZJ, Allemagne, 2024 | 83,14         |
| 7    | 66,948                               | Helios GPU                                  | HPE Cray EX254n NVIDIA Grace 72C 3.1GHz, NVIDIA GH200 Superchip, Slingshot-11                                   | Hewlett Packard Enterprise | Cyfronet, Pologne, 2024 | 19,14         |
| 8    | 65,396                               | Henri                                       | Lenovo ThinkSystem SR670 V2 Intel Xeon Platinum 8362 2,8 GHz 32C, Nvidia H100 80GB PCIe, Infiniband HDR         | Lenovo                     | Institut Flatiron, États-Unis, 2022                                                                                                 | 2,88          |
| 9    | 62,964                               | HoreKa-Teal                                 | ThinkSystem SD665-N V3 AMD EPYC 9354 32C 3.25GHz, Nvidia H100 94Gb SXM5, Infiniband NDR200                      | Lenovo                     | Institut de technologie de Karlsruhe, Allemagne, 2024                                                                               | 3,12          |
| 10   | 62,803                               | rzAdams                                     | HPE Cray EX255a AMD 4th Gen EPYC 24C 1.8GHz, AMD Instinct MI300A, Slingshot-11                                  | Hewlett Packard Enterprise | DOE/NNSA/LANL, États-Unis, 2024 | 24,38         |

Précision : Rmax est le coefficient de performance obtenu à partir du test LINPACK, utilisé pour l'établissement du classement du TOP500.

## Évolution historique
Efficacité énergétique des ordinateurs classés premier (Gigaflops/Watt)

(période 2013 à 2024)